# Fundación Antonio Pérez
La Fundación Antonio Pérez (FAP) es una institución cultural dedicada al arte contemporáneo, ubicada en Cuenca, España. Fundada en 1998 por el artista, editor y coleccionista Antonio Pérez Pérez, la fundación alberga una extensa colección de obras de arte moderno y contemporáneo, incluyendo pintura, escultura, fotografía, obra gráfica y libros de artista.

## Historia
Antonio Pérez se estableció en Cuenca en 1975, donde desarrolló una intensa actividad artística y coleccionista. En 1997, con el apoyo de la Diputación Provincial de Cuenca, creó la Fundación Antonio Pérez, donando su colección personal para su exhibición pública la cual vería la luz un año después, cuando en octubre de 1998 se inaugura oficialmente las salas de exposiciones de la Fundación Antonio Pérez. Años más tarde la Fundación amplió su oferta museística con la apertura de dos nuevos espacios; el Museo de Obra Gráfica y el Museo de Fotografía, ubicados en dos pueblos de la provincia de Cuenca, San Clemente y Huete. En 2023 se inauguró la sede de Sigüenza, Guadalajara. 

### Las sedes
La fundación cuenta con cuatro sedes en diferentes puntos de Castilla-La Mancha.
Centro de Arte Contemporáneo. Cuenca: Es la sede principal, ubicada en el antiguo Convento de las Carmelitas, un edificio histórico que combina elementos antiguos y modernos, ofreciendo un espacio singular para la exhibición de arte contemporáneo. Dispone de 35 salas repartidas en 4 plantas. Entre los artistas representados, con multitud de técnicas y estilos, se encuentran: Antonio Saura, Manolo Millares, Rafael Canogar, Luis Feito, Bonifacio Alfonso, Lucebert y Carmen Calvo. Sirve como un espacio dedicado a la Editorial Ruedo Ibérico y varios espacios dedicados a exposiciones temporales.
Museo de Fotografía. Huete: Inaugurado en junio de 2015, se encuentra ubicado en un antiguo convento renacentista de monjas de Jesús y María. Está dedicado a exposiciones temporales de fotógrafos contemporáneos.
Museo de obra gráfica. San Clemente: Esta sede exhibe una parte significativa de la colección permanente, enfocándose en movimientos como el informalismo y el arte pop. Abrió sus puertas en febrero de 2006 ubicado en uno de los edificios más representantivos del municipio, levantado en el siglo XVI y declarado Bien de Interés Cultural. Entre sus obras, alberga grabados de Millares, Saura, Zóbel, Torner, Feito, Tàpies o Canogar.
Centro de Arte la Plazuela. Sigüenza: Inaugurada en 2023, esta sede rinde homenaje a los orígenes de Antonio Pérez, presentando una selección de su colección en su ciudad natal.

## Actividades
Además de las exposiciones permanentes y temporales, la fundación organiza diversas actividades culturales, como conciertos, presentaciones de libros y talleres educativos, contribuyendo al dinamismo cultural de la región. 